# أندريس دي ويت
أندريس دي ويت هو سياسي هولندي، ولد في 16 يونيو 1573 في دوردريخت في هولندا، وتوفي بنفس المكان في 26 نوفمبر 1637. انتخب المتقاعد الأكبر.